# Leptostylus arciferus
Leptostylus arciferus là một loài bọ cánh cứng trong họ Cerambycidae.